# Joseph Minj
Joseph Minj (ur. 17 października 1932 w Paikpara-Dholkobera, zm. 16 sierpnia 2018 w Simdega) – indyjski duchowny rzymskokatolicki, w latach 1993-2008 biskup Simdega.

## Życiorys
Święcenia kapłańskie przyjął 10 lipca 1960. 28 maja 1993 został prekonizowany biskupem Simdega. Sakrę biskupią otrzymał 24 sierpnia 1993. 11 lutego 2008 przeszedł na emeryturę.